# O Espelho (conto)
O Espelho é um conto do escritor brasileiro Machado de Assis, publicado originalmente em 8 de setembro de 1882 no jornal Gazeta de Notícias,e recolhido no livro Papéis Avulsos, do mesmo ano.
Na obra é patente a habilidade do escritor de desenvolver uma trama com pretensões filosóficas de profunda reflexão. Assim como anuncia o subtítulo do conton (Esboço de uma teoria da alma humana), este se pautará em anunciar uma nova teoria, naturalmente metafísica, sobre a alma humana nos moldes de um texto literário tradicionalmente machadiano.

## Análise da trama
A história tem seu princípio na descrição de um ambiente de discussão provocado por quatro ou cinco senhores que investigam assiduamente as questões imateriais sobre a alma e o universo enfim. Dentre eles, o casmurro Jacobina parece um tanto quanto apático, distante da conversa de seus convivas. Este que, abstido de discutir, considerava esse exercício intelectual como oriundo da natureza besta, animal do homem, embora seja polido em sociedade. No momento em que um dos quatro cavalheiros exige uma posição de Jacobina, este se volta a eles anunciando que discorrerá sobre a alma humana, tomando a palavra a diante. Afirma que cada pessoa possui não uma, mas duas almas humanas: uma que se dirige do interior ao exterior e outra que realiza seu curso no sentido contrário, ou seja, de fora para dentro. Ambas as almas se completam como, segundo ele, duas metades de uma laranja, posto que a alma exterior pode se materializar como um botão, um livro, um espetáculo, um evento ou qualquer outro objeto exterior no processo de introversão. Jacobina define ainda em meio à curiosidade daqueles que o ouvem que há casos em que essa mesma alma exterior pode se perder, o que implica perder metade de sua existência real para o indivíduo, bem como um homem rico que perde seu dinheiro, ou uma pessoa qualquer que perde algo, exterior a si, de seu extremo apreço. Nota-se nesse ponto o novo postulado filosófico é acompanhado pela tradicional crítica de Machado de Assis ao materialismo e aos cultos vazios da sociedade do século XIX.
No intuito de evitar discussões futuras, Jacobina coloca que somente narrará uma história para provar sua teoria com o silêncio de seus companheiros; este que vem como resposta imediata mediante a intensa curiosidade. A personagem então conta um caso ocorrido com ela em sua juventude que lhe serviu de atestado para a veracidade de sua teorização posterior. Depois de uma infância pobre, Jacobina conta que foi nomeado alferes da Guarda Nacional e que tal fato desencadeou reações de enorme proporção, tanto pela sua família quanto para os demais cidadãos. Quando foi passar algum tempo com sua tia, esta o cobriu de regalias como prova de seu orgulho perante a patente conquistada pelo sobrinho. No início, Jacobina relutava contra os bons tratos da tia e o privilégio de assistência de que o asseguravam todos na caso. Belo dia a dona da casa trouxe para seu quarto um grande espelho, muito belo proveniente da Família Real Portuguesa.
Fato é que todas as regalias acabam desequilibrando o novo alferes, projetando sua alma exterior (sempre mutável) para as cortesias e bons tratos que o rodeavam. Desse modo, a percepção que Jacobina passa a ter de si mesmo é elaborada por aqueles exteriores a ele, sedimentando uma personalidade arrogante respaldada no espírito da mocidade somado ao luxo do meio. Resta então para Jacobina uma pequena parcela de humanidade, puramente aquela que o orientava para os deveres de patente. Ou como coloca a famosa frase: “O alferes eliminou o homem”.
Posteriormente, tendo a tia saído em viagem e os escravos, aproveitando-se do momento oportuno, abandonado a casa, Jacobina abisma-se nas sombras da solidão. Passa penosos dias angustiado pela repentina perda de sua alma exterior, uma vez que sua alma interior se tornou altamente dependente daquela. Num momento preciso o alferes decide fitar o espelho – algo que não fazia havia algum tempo – e logo se depara com o reflexo de uma imagem difusa, corrompida. O vidro, cuja função é tão-somente a reflexão de um objeto em sua porção exterior, exibe o quanto a identidade de Jacobina (sua patente) estava danificada em razão da ausência dos outros. A falta de reconhecimento de si mesmo diante do espelho leva o personagem a negar aquela imagem em busca de uma forma para enxergar a si mesmo com nitidez. Surge-lhe, então, a ideia de se vestir com a farda de alferes: desta vez pôde ver com clareza os contornos, as formas e os detalhes como nunca. Permanece admirando-se com júbilo todos os dias restantes buscando evitar a solidão e a ideia de ver-se distante de sua patente, recuperando, enfim, sua alma exterior que o preenchia novamente.  De volta ao salão, Jacobina que termina sua história deixa os cavalheiros no mais cândido silêncio reflexivo, indo-se embora, e, em assim fazendo, provavelmente evitando possíveis discussões por desprezá-las.